# Wykroty (województwo dolnośląskie)
Wykroty (dawniej niem. Waldau) – wieś w Polsce położona w województwie dolnośląskim, w powiecie bolesławieckim, w gminie Nowogrodziec.

## Podział administracyjny
W latach 1975–1998 miejscowość administracyjnie należała do województwa jeleniogórskiego.
Przez miejscowość przebiega droga krajowa DK94.

## Demografia
Jest największą miejscowością gminy, liczącą 1770 mieszkańców (III 2011 r.).

## Historia
Stara osada słowiańska, która w średniowieczu była własnością rodów rycerskich von Penzigów, von Rechenbergów i von Haugwitzów. W latach 1531–1547 i 1568–1576 Wykroty należały do miasta Lubania. W latach 1793–1804 jest własnością  Ernsta Gottloba Kiesenwettera. W początkach XIX w. wchodziła w skład dóbr Karola Gottloba von Antona, który był sekretarzem Górnołużyckiego Towarzystwa Naukowego. Po 1945 zamieszkali tu Polacy z Bośni i Hercegowiny.

## Zabytki
Do wojewódzkiego rejestru zabytków wpisane są:
- kościół filialny pw. śś. Michała i Anny z XV-XVIII wieku. Pierwsza świątynia prawdopodobnie powstała już w XII wieku, obecny kościół jest budynkiem z 1689-1690, w latach 1774-1777 rozbudowano wieżę. W wyposażeniu barokowy ołtarz i ambona z XIX w[5].
- zespół pałacowy:
  - ruiny pałacu z pierwszej połowy XIX wieku
  - park pałacowy, z pierwszej połowy XIX wieku
  - pawilon ogrodowy
  - grodzisko, z XIII-XIV wieku
  - stajnia z XVIII wieku
- dom nr 170, szachulcowy z XIX wieku
- dom nr 177, szachulcowy z pierwszej połowy XIX wieku
- krzyż pokutny z wyrytą włócznią.

## Gospodarka
Drukarnia BDN w Wykrotach jest jednym z najnowocześniejszych zakładów wklęsłodrukowych w Europie. Uruchomiony w roku 2006 zakład poligraficzny zatrudnia 450 osób. Przeszedł 2 fazy rozbudowy i modernizacji (lata: 2007 i 2012).
Ponadto Toyota planuje otwarcie w Wykrotach swojej nowej fabryki ram do siedzeń samochodowych.